# Patrick Viveret
Patrick Viveret, né le 16 mars 1948 à Créteil, est un philosophe et essayiste altermondialiste, conseiller maître honoraire à la Cour des comptes.

## Biographie
Patrick Viveret est titulaire d'une licence et du Capes de philosophie et d'un doctorat de l'Institut d'études politiques de Paris[réf. nécessaire]. Son père travaillait comme expert-comptable aux usines Simca, avant que la famille ne vive à Port-Marly (Yvelines), Simca ayant déménagé à Poissy (Yvelines).
Animateur de la Jeunesse étudiante chrétienne (JEC) dans le cadre du mouvement du christianisme social des années 1960, il rejoint le PSU après 1968, puis le Parti socialiste et sera le rédacteur en chef des revues Faire puis Intervention qui s'inscrivent dans la tradition d'un socialisme démocratique et autogestionnaire.
En 1989, Patrick Viveret est chargé par Michel Rocard d'une mission sur l'évaluation des politiques publiques. Dans le rapport publié, il pose les fondements d'une évaluation « à la française », dont les ambitions sont d'abord démocratiques, à rebours de ce qui se fait alors dans d'autres pays européens. L'évaluation y est l'occasion de construire un lieu de délibération dans lequel la société civile peut faire valoir sa propre expertise, insuffisamment mobilisée selon Viveret, qui pointe en particulier l'hostilité des hauts fonctionnaires à tout ce qui entame leur « monopole d'expertise ». Son « but ultime est l'accroissement de la possibilité de débat et d'intervention des citoyens dans le champ des politiques publiques » (p. 27). Le rapport donne lieu notamment à la mise en place d'un dispositif d'évaluation interministériel, actif tout au long des années 1990.
Il est nommé conseiller référendaire à la Cour des comptes en 1990. Il est rédacteur en chef de la revue Transversales Science Culture entre 1992 et 1996 puis directeur du Centre international Pierre Mendès France (CIPMF).
Actif dans les mouvements altermondialistes, il a participé en 2001 à Porto Alegre au premier Forum social mondial et a collaboré régulièrement au journal Le Monde diplomatique. Il était chroniqueur pour la revue  Territoires. 
Patrick Viveret est chargé par Guy Hascoët (secrétaire d'État à l'Économie solidaire du gouvernement Lionel Jospin), de diriger la mission Nouveaux facteurs de richesse (2001-2004), qui rendra un rapport. Un livre destiné à un plus grand public en est extrait : Reconsidérer la richesse, inspiré notamment du livre de Dominique Méda, Qu'est-ce que la richesse ?.
Il est à l'origine de la Sol (monnaie complémentaire), dont trois expérimentations (au Nord-Pas-de-Calais, en Île-de-France et en Bretagne) ont été mises à jour en mars 2006. Il est depuis 2014, président du Mouvement Sol succédant à Claude Alphandéry, président d'honneur. 
Cofondateur des rencontres internationales « Dialogues en humanité » et du projet Interactions Transformation Personnelle - Transformation Sociale (Interactions TP-TS), Patrick Viveret est animateur de l'association l'observatoire de la décision publique.
Ses domaines d'intérêt sont la philosophie politique, l'économie, la comptabilité, les mouvements associatifs et des alternatives au développement non durable, telles qu'une « sobriété heureuse » démocratiquement débattue et choisie ou des « politiques publiques de mieux-être ».
En septembre 2008, il participe au forum de Grenoble, « Un nouveau monde ! Mondialisation, Environnement, Europe ». Il y évoque en particulier un thème récurrent chez lui : de nouvelles formes de rapport au pouvoir.
En octobre 2010, il prononce la conférence d'ouverture du Salon horizon vert de Villeneuve-sur-Lot sur le thème « capitalisme vert ou sobriété heureuse ».
En décembre 2011, il participe à la journée « Action collective et développement durable : comment favoriser l'implication citoyenne et la coopération entre acteurs pour la réalisation d'objectifs partagés ? » à Dijon.
En 2012, il participe à la fondation du Collectif Roosevelt 2012 (qui propose une analyse originale des causes de la crise du système et des réformes économiques, sociales et écologiques) avec Stéphane Hessel, Edgar Morin, Curtis Roosevelt (petit-fils du président Franklin Delano Roosevelt), Michel Rocard, Pierre Larrouturou.

## Publications
- Attention Illich, éditions du Cerf, 1976
- Pour une nouvelle culture politique (en collaboration avec Pierre Rosanvallon), Seuil, 1978
- Évaluer les politiques et les actions publiques, la Documentation Française, 1990
- Démocratie, passions, frontières, éditions Charles Léopold Mayer, 1995
- Reconsidérer la Richesse (éditions de l'Aube)[13], réalisé en janvier 2002 à la demande de Guy Hascoët, secrétaire d’État à l’économie solidaire ; poche 2010  (ISBN 978-2-8159-0065-2)
- Pourquoi ça ne va pas plus mal ?, Éditions Fayard, 2005
- Pour un nouvel imaginaire politique, ouvrage collectif (Edgar Morin, Christian Losson, Mireille Delmas-Marty, Patrick Viveret), Éditions Fayard, 2006
- PIB, la richesse est ailleurs, Patrick Viveret rédacteur en chef du numéro 74 de la revue Interdépendances[14], juillet 2009
- De la convivialité. Dialogues sur la société conviviale à venir, ouvrage collectif (Alain Caillé, Marc Humbert, Serge Latouche, Patrick Viveret), éditions La Découverte, janvier 2011  (ISBN 978-2-7071-6714-9)
- La Cause Humaine, du bon usage de la fin d'un monde, éditions Les Liens qui Libèrent, mai 2012
- Vivre à la bonne heure : Entretien avec Patrick Viveret, Paris, Les Presses d'Ile-de-France (réimpr. 2016) (1re éd. 2014), 133 p. (ISBN 978-2-7088-8148-8, présentation en ligne)
- La Colère et la Joie, Éditions Utopia, coll. « Ruptures » juin 2021
- La traversée. Du temps des chenilles à celui des métamorphoses avec Julie Chabaud, Editions Les Liens qui Libèrent, octobre 2023